# آدم‌کشی

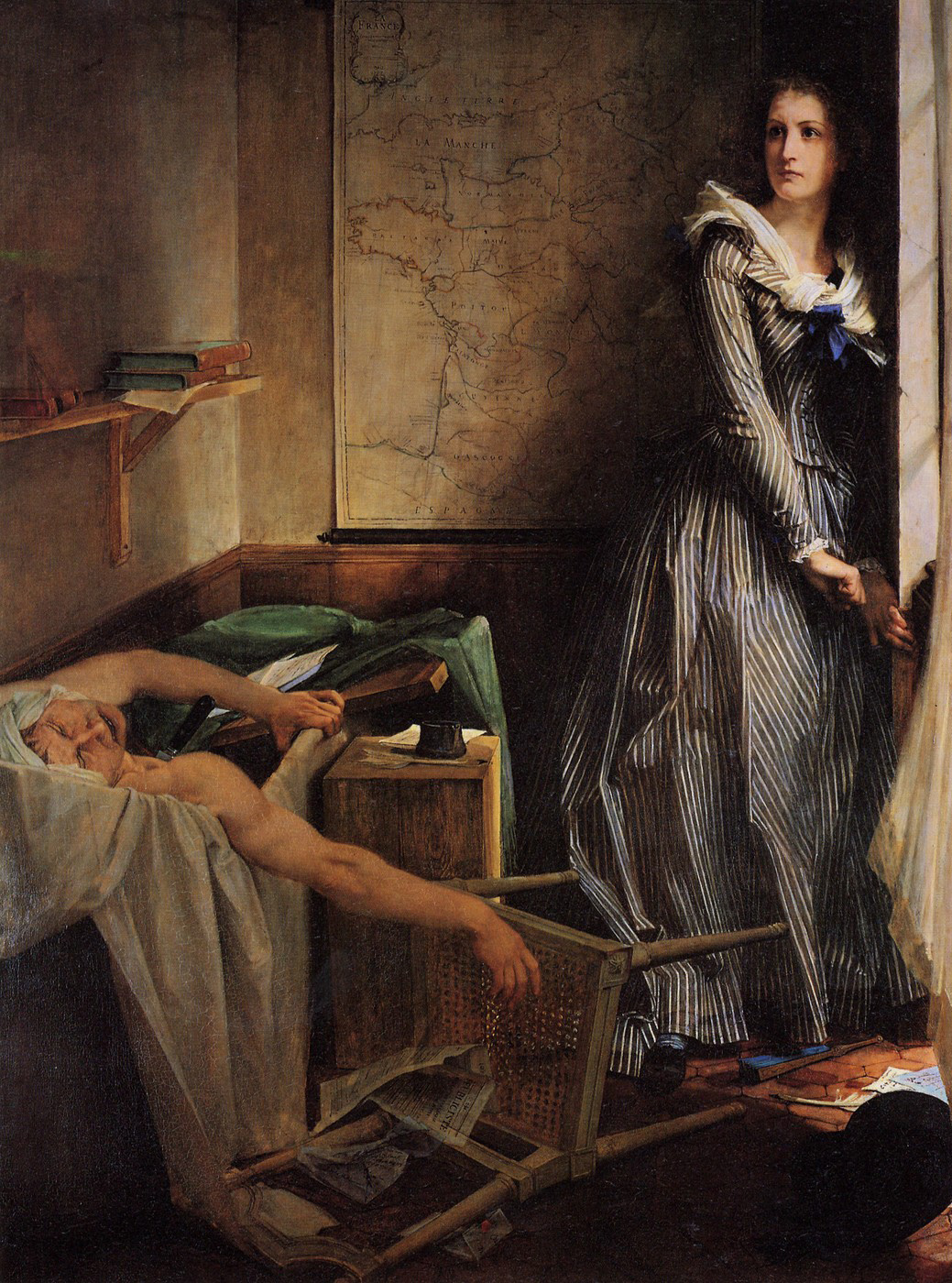
نقاشی از قتل ژان-پل مارا توسط شارلوت کوردی

آدم‌کشی یا دیگرکشی (به انگلیسی: Homicide) به کشتن انسان به دست انسانی دیگر گفته می‌شود؛ چه اینکه این کشته شدن قانونی باشد یا نباشد. اگر این کشتن غیرقانونی انجامیده باشد، قتل است که اصولاً به دو دستهٔ قتل عمد و قتل شبه‌عمد بسته می‌شود. امروزه در سیستم قضایی ایران قتل به عمد، شبه‌عمد و خطای محض دسته‌بندی می‌شود. اگر قتل با نیت آسیب رساندن ولی نه کشتن رخ داده باشد، شبه‌عمد شمرده می‌شود. اگر از بین بردن انسانی دیگر به صورت کاملاً تصادفی و بدون قصد کشتن یا آسیب زدن باشد، این مرگ در برخی کشورها در رده مرگ تصادفی (نه قتل) جای می‌گیرد و در برخی دیگر از کشورها از جمله ایران «قتل خطای محض» یا «غیرعمد» خوانده می‌شود.
بر پایه تاریخِ ادیان ابراهیمی نخستین قتل، کشته شدن هابیل فرزند آدم به دست برادرش قابیل است.